# أسباب التمرد الهندي 1857
حدد المؤرخون أسبابًا سياسية، واقتصادية، وعسكرية، ودينية، واجتماعية متنوعة للتمرد الهندي عام 1857.
اندلعت انتفاضة في عدة سباهي تابعة للجيش البنغالي بسبب إصدار خراطيش البارود الجديدة لبندقية إنفيلد في فبراير 1857. يتطلب استخدام بندقية إنفيلد في كثير من الأحيان تمزيق الخرطوشة المشحمة بالأسنان. اعتقد فرسان السباهي أن الخراطيش كانت مُشحَّمة بدهن البقر والخنازير؛ ما من شأنه إهانة كل من المعتقدات الدينية الهندوسية والمسلمة. إذ يعتبر الهندوس الأبقار مقدسة، بينما يعتبر المسلمون الخنازير نجسة.
ساهمت المظالم المترتّبة على فرض الضرائب، وضم أراضي جديدة مؤخرًا من قبل شركة الهند الشرقية البريطانية في غضب المتمردين بين صف، وفي غضون أسابيع انضمت العشرات من وحدات الجيش الهندي إلى جيوش الفلاحين في تمرد واسع النطاق. تمرّدت الطبقات الأرستقراطية القديمة المسلمة والهندوسية على حد سواء ضد الحكم البريطاني، إذ كان يرون قوتهم تتآكل بشكل تدريجي من قبل شركة الهند الشرقية البريطانية.
كان مصدر السخط المهم الآخر بين الحكام الهنود أن سياسات الغزو البريطانية قد خلقت اضطرابات كبيرة. فرضت شركة الهند الشرقية في العقد الذي سبق التمرد مبدأ الزوال (يدور حول خلافة القيادة الهندية)، وسياسة التحالف الفرعي، وكلاهما حرم العديد من الحكام الهنود من سلطاتهم وامتيازاتهم العرفية.

## الخلاف
كان بعض الهنود مستائين من الحكم الوحشي للشركة، التي بدأت التخطيط لمشروع التوسع الإقليمي وفرض الثقافة الغربية، الذي فُرِض دون أي اعتبار لخصوصيات المجتمع الهندي. ترافقت التغييرات القانونية التي أدخلها البريطانيون بحظر العادات الدينية الهندية، ما اعتبره البعض خطوات نحو التحول القسري إلى المسيحية. في وقت مبكر من قانون الميثاق لعام 1813 شُجَّع المبشرون المسيحيون على القدوم إلى بومباي وكلكتا تحت إشراف شركة الهند الشرقية. شغل ا اللورد دالهوزي منصب الحاكم العام البريطاني للهند من 1848 إلى 1856، وأصدر الأخير قانون زواج الأرامل لعام 1856، الذي سمح للأرامل بالزواج مرة أخرى مثل النساء المسيحيات. وأصدر مراسيم تسمح للهندوس الذين تحولوا إلى المسيحية أن يمتلكوا حق وراثة الممتلكات، الأمر الذي كان مرفوضًا في السابق من خلال الممارسات المحلية. يشير المؤلف برامود نايار إلى أنه بحلول عام 1851 كان هناك تسعة عشر جمعية دينية بروتستانتية تعمل في الهند، وكان هدفها تحويل الهنود إلى المسيحية. وأنشأت المنظمات المسيحية البريطانية 222 محطة إرسالية «غير مرتبطة» في الهند خلال العقد الذي سبق التمرد.
يظهر القلق الديني باعتباره سببًا للتمرد في أعمال المؤرخ ويليام دالريمبل، الذي يؤكد أن المتمردين كانوا مدفوعين في المقام الأول بمقاومة سياسات شركة الهند الشرقية البريطانية، التي اعتبرها البعض محاولات لفرض المسيحية، وخاصة في عهد جيمس برون رامزي. التقى إمبراطور مغول الهند محمد بهادر شاه بمجرد بدء التمرد مع مجموعة من فرسان السباهي في 11 مايو 1857، وقيل له: «لقد تعاونا لحماية ديننا وإيماننا» ثمّ وقفوا في ساحة تشاندني تشوك (الساحة الرئيسية في البلاد) وسألوا الناس المجتمعين هناك «أيها الإخوة، هل أنتم مع المؤمنين؟» نجا الرجال والنساء الأوروبيين الذين اعتنقوا الإسلام سابقًا كالرقيب الرائد غوردون، وعبد الله بغ (جندي سابق في السرية) مثلًا. في المقابل قُتل المسيحيون الأجانب، والهنود الذين اعتنقوا المسيحية كالدكتور شامان لال، وهو طبيب محمد بهادر شاه الشخصي.
يشير دالريمبل أيضًا إلى أنه في 6 سبتمبر، عندما دعا إمبراطور مغول الهند سكان دلهي إلى التجمع ضد هجوم الشركة القادم، أصدر إعلانًا ينص على أن هذه الحرب دينية، وسيخوضونها من أجل الانتصار للدين، وأن جميع المسلمين والهندوس في المدينة الإمبراطورية أو في الريف شُجِّعوا على البقاء أوفياء لدينهم ومعتقداتهم.  يلاحظ دالريمبل أيضًا أن المصادر التي تعود لفترات ما قبل التمرد وما بعده تشير عادةً إلى البريطانيين ليس على أنهم أنغريز (إنجليز باللغة الهندية)، أو غوراس (بيض)، أو فرانجيس (أجانب)، إنما يُشار إليهم بكافر (كفرة) أو نصراني (مسيحيون).
اقترح بعض المؤرخين أن تأثير الإصلاحات الاقتصادية والاجتماعية البريطانية قد ضُخّمَت إلى حد كبير، إذ لم يكن لدى الشركة الموارد اللازمة لفرضها، ما يعني أن تأثيرها كان ضئيلًا في الأراضي البعيدة عن كلكتا.